# Odprto prvenstvo Avstralije 2008
Odprto prvenstvo Avstralije 2008 je teniški turnir, ki je potekal med 14. in 27. januarjem 2008.

## Moški posamično
Novak Đoković :  Jo-Wilfried Tsonga 4-6, 6-4, 6-3, 7-6(2)

## Ženske posamično
Marija Šarapova :  Ana Ivanović, 7-5, 6-3

## Moške dvojice
Jonathan Erlich /  Andy Ram :  Arnaud Clément /  Michaël Llodra, 7-5, 7-6(4)

## Ženske dvojice
Aljona Bondarenko /  Katerina Bondarenko :   Viktorija Azarenka /  Shahar Pe'er, 2-6, 6-1, 6-4

## Mešane dvojice
Sun Tiantian /  Nenad Zimonjić :  Sania Mirza /  Mahesh Bhupathi, 7-6(4), 6-4